# Bandera de Osetia del Norte-Alania
La bandera de Osetia del Norte-Alania consiste en tres franjas horizontales: la superior, blanca; la central, roja; y la inferior, amarilla. Estos colores representan, respectivamente, la pureza moral, el coraje marcial y, por último, la salud y la prosperidad.

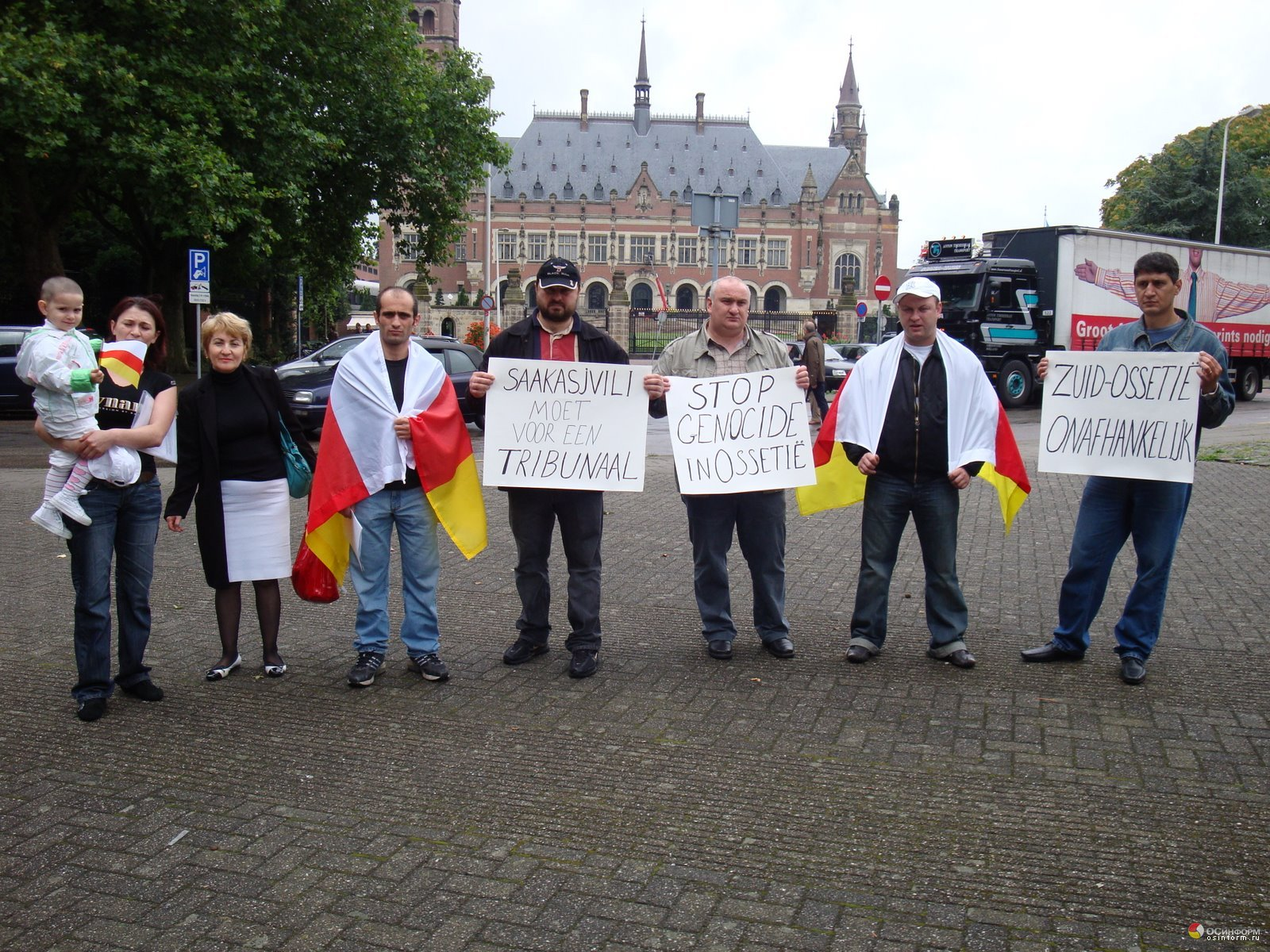
Manifestantes en La Haya con banderas osetias.

La bandera también representa la antigua estructura social de Osetia del Norte-Alania, la cual estaba dividida en tres grupos: aristocracia de corte militar, clero y gente llana. La bandera de Osetia del Sur tiene los mismos colores, pero con una pequeña variante proporcional, pues es algo más estrecha.
Durante la Unión Soviética, Osetia del Norte-Alania tuvo una bandera predominantemente roja con una franja azul en la parte izquierda, la hoz y el martillo y las palabras "Osetia del Norte ASSR" tanto en ruso como en osetio. Tras la caída del muro de Berlín esa bandera fue sustituida por la actual, que fue oficialmente adoptada el 2 de octubre de 1991.

## Galería

Bandera de Osetia del Sur.
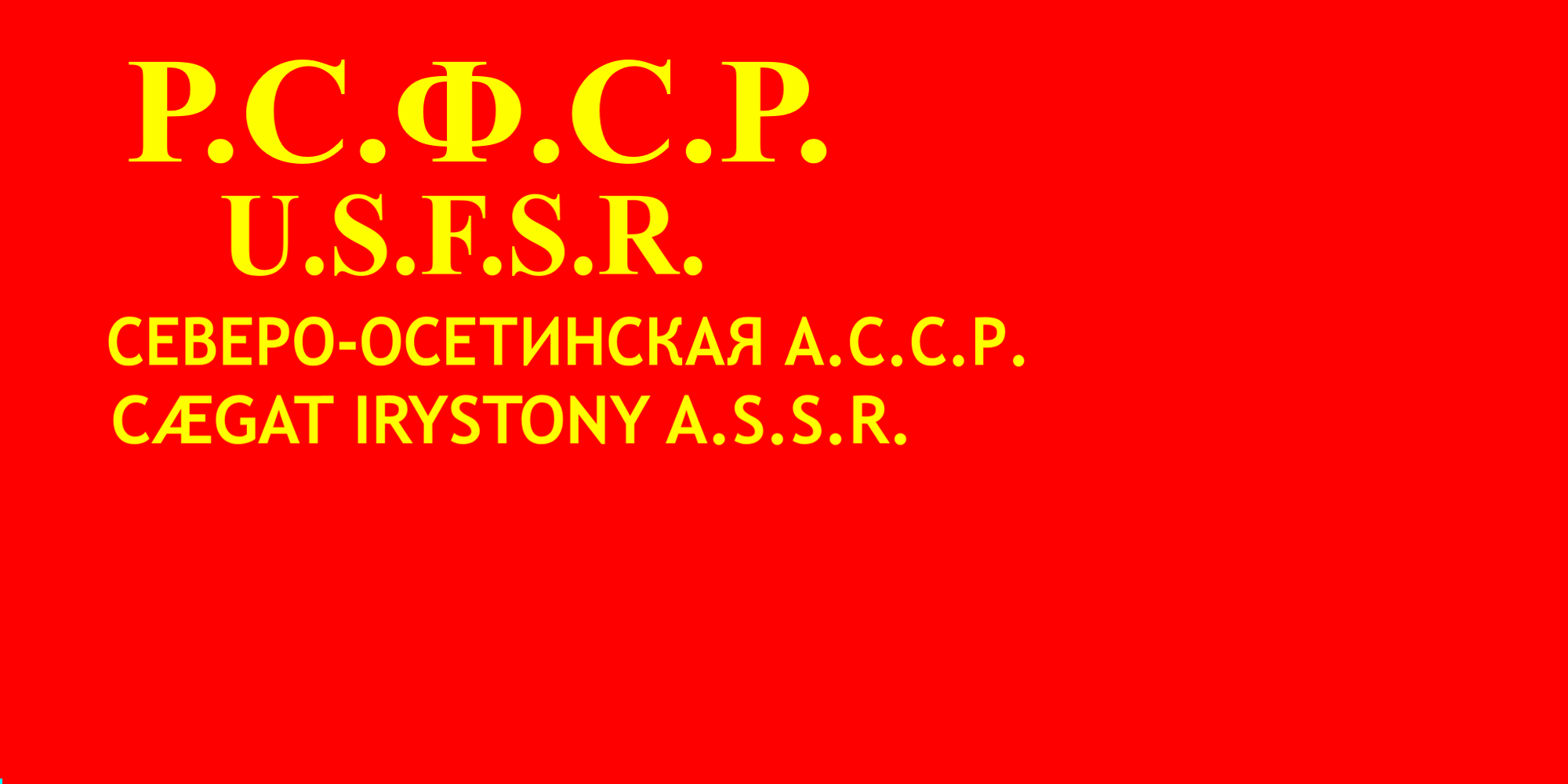
Bandera de la República Autónoma Socialista Soviética de Osetia del Norte (1937-38).
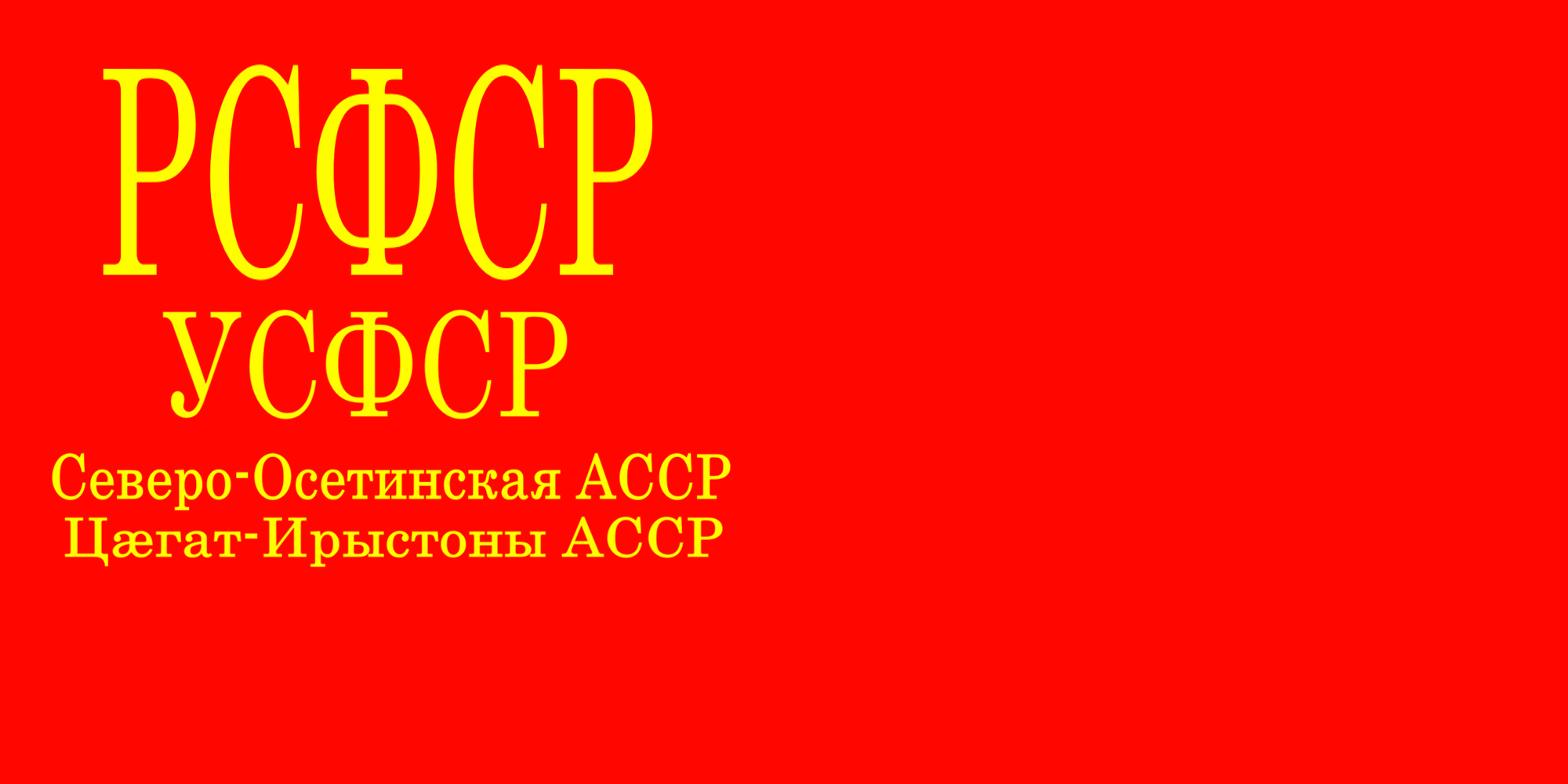
Bandera de la República Autónoma Socialista Soviética de Osetia del Norte (1938-54).
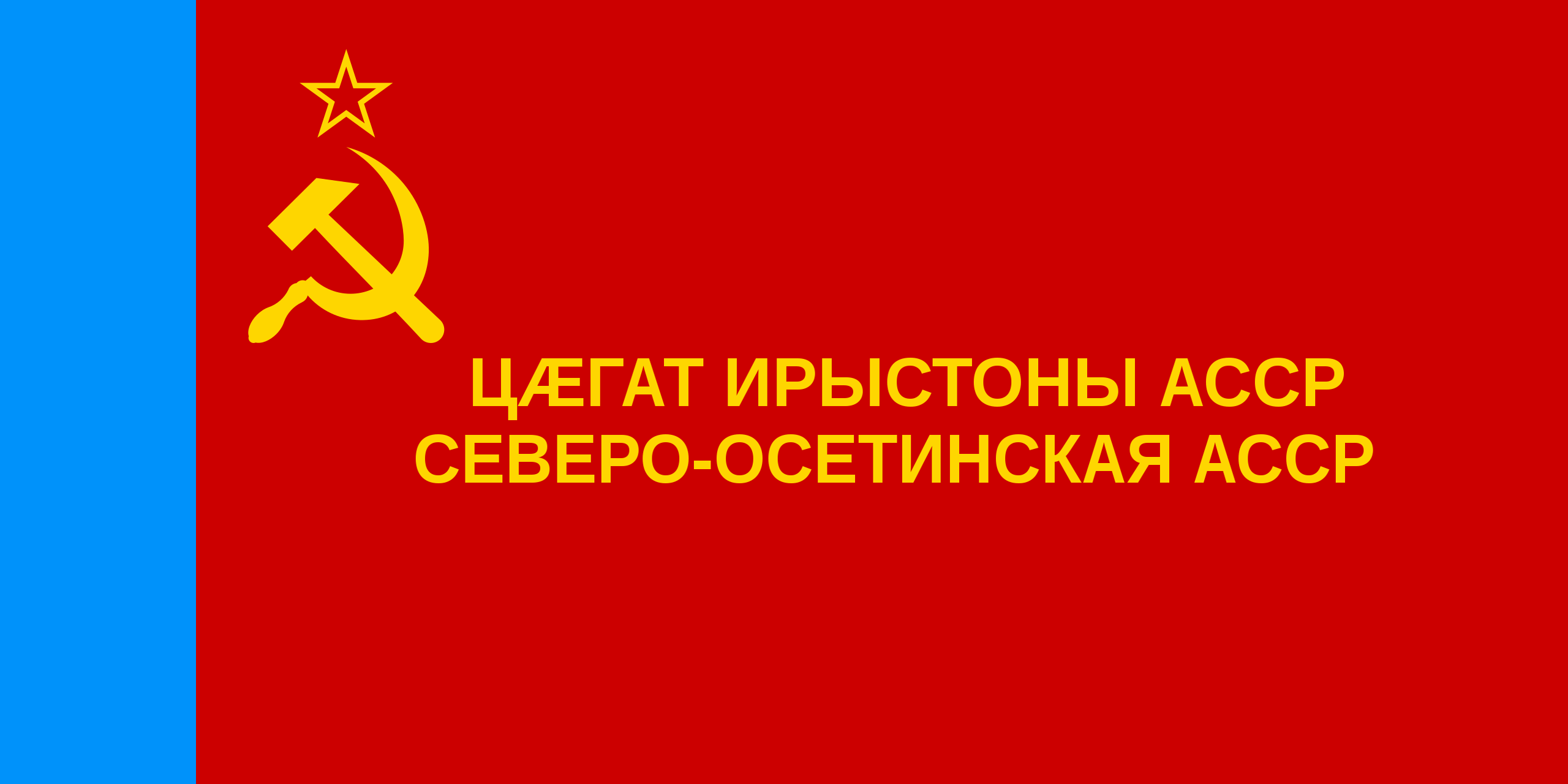
Bandera de la República Autónoma Socialista Soviética de Osetia del Norte (1954-81).
Bandera de la República Autónoma Socialista Soviética de Osetia del Norte (1981-91).